# NGC 4856
NGC 4856 је спирална галаксија у сазвежђу Девица која се налази на NGC листи објеката дубоког неба.
Деклинација објекта је - 15° 2' 32" а ректасцензија 12h 59m 21,1s. Привидна величина (магнитуда) објекта NGC 4856 износи 10,6 а фотографска магнитуда 11,5. Налази се на удаљености од 21,1000 милиона парсека од Сунца. NGC 4856 је још познат и под ознакама MCG -2-33-78, UGCA 313, PGC 44582.